# Arif Abdul Latif
Mohamad Arif Bin Abdul Latif (* 22. August 1989) ist ein Badmintonnationalspieler aus Malaysia. Zakry Abdul Latif und Razif Abdul Latif sind seine Brüder und ebenfalls erfolgreiche Badmintonspieler.

## Sportliche Karriere
Mohd Arif Abdul Latif machte international das erste Mal auf sich aufmerksam, als er 2007 bei den  Junioren-Weltmeisterschaften Fünfter im Einzel wurde. Ein Jahr später gewann er bei den Erwachsenen bei den Iran Fajr International sowohl die Herrendoppel- als auch die Herreneinzelkonkurrenz. Bei den Macau Open 2008, dem India Open Grand Prix 2009 und den Vietnam Open 2009 wurde er jeweils Neunter im Einzel.

## Sportliche Erfolge
| Saison | Veranstaltung              | Disziplin    | Platz | Name                                   |
| ------ | -------------------------- | ------------ | ----- | -------------------------------------- |
| 2007   | Junioren-Weltmeisterschaft | Herreneinzel | 5     | Arif Abdul Latif                       |
| 2008   | Mexico International       | Herrendoppel | 1     | Arif Abdul Latif / Vountus Indra Mawan |
| 2008   | Mexico International       | Herreneinzel | 1     | Arif Abdul Latif                       |
| 2008   | Malaysia International     | Herreneinzel | 5     | Arif Abdul Latif                       |
| 2008   | Macau Open                 | Herreneinzel | 9     | Arif Abdul Latif                       |
| 2009   | India Open Grand Prix      | Herreneinzel | 9     | Arif Abdul Latif                       |
| 2009   | Vietnam Open               | Herreneinzel | 9     | Arif Abdul Latif                       |
| 2011   | Kedah Open                 | Herreneinzel | 1     | Arif Abdul Latif                       |